# Зубовка (Казахстан)
Зу́бовка (каз. Зубовка) — селище у складі Алтайського району Східноказахстанської області Казахстану. Адміністративний центр та єдиний населений пункт Зубовської селищної адміністрації.
Населення — 1474 особи (2021; 2318 у 2009, 2622 у 1999, 3127 у 1989).
Станом на 1989 рік селище мало статус селища міського типу.